# Wek IV Batang Toru
Wek IV Batang Toru is een bestuurslaag in het regentschap Tapanuli Selatan van de provincie Noord-Sumatra, Indonesië. Wek IV Batang Toru telt 1386 inwoners (volkstelling 2010).